# Ian Gillard
Ian Gillard (Londres, Inglaterra, 9 de octubre de 1950) es un exfutbolista inglés. Se desempeñaba en la posición de defensa.

## Selección nacional
Fue internacional con la selección de fútbol de Inglaterra en tres ocasiones en 1975.

## Clubes
| Club                | País       | Año         |
| ------------------- | ---------- | ----------- |
| Queens Park Rangers | Inglaterra | 1968 - 1982 |
| Aldershot           | Inglaterra | 1982 - 1986 |